# Sidi Benyebka
Sidi Benyebka (în arabă سيدي بن يبقى) este o comună din provincia Oran, Algeria.
Populația comunei este de 7.825 de locuitori (2009).